# Аутотрансфузија
Аутотрансфузија је терапијски поступак којим се болеснику узима крв, адекватно се обрађује и чува, и затим поново даје у случају потребе. Користи се најчешће код хируршких операција или терапије цитостатицима у фази ремисије. То је, заправо, вид трансфузије у којој су давалац и прималац крви једна особа. Принцип аутотрансфузије базиран је на чињеници да организам у себи поседује резерве крви, а да укупна количина исте није неопходна за иницирање обављања функције органа.
То је само један од начина да се избегне примање туђе крви и потенцијални штетни ефекти ове процедуре. Осим тога постоје и друге методе као што су употреба одређених медикамената (који стимулишу стварање елемената крви у коштаној сржи или смањују постоперативно крварење), коришћење замена за крв итд. Постоје четири вида аутотрансфузије, која се примењују појединачно или у комбинацији.

## Аутологна преоперативна донација
Аутологна преоперативна донација подразумева давање крви од стране пацијента у одређеним временским размацима 4-5 недеља пре хируршког захвата. За то време он узима лекове који поспешују обнављање крвних елемената и непосредно пред операцију има потпуно нормалну крвну слику. Лекови који се дају су углавном препарати гвожђа, фолне киселине, витамин B6, еритропоетин итд. Ове градивне материје кондиционирају организам за бржу производњу црвене крвне лозе, отварају могућност узимања веће количине крви и обезбеђују довољан број јединица сигурне крви неопходан за оперативни третман.

## Акутна нормоволемијска хемодилуција
Акутна нормоволемијска хемодилуција се користи ако не постоји могућност за преоперативно давање крви. Тада се на почетку анестезије (непосредно пред почетак операције) узима неколико доза болесникове крви, а иста се надокнађује растворима соли, шећера, скроба или раствором желатина. Тако се крв пацијента заправо разређује, али виталне биолошке функције нису угрожене. У случају крварења губи се мањи проценат крвних елемената, а на крају читаве процедуре се узета крв враћа у крвни систем пацијента.

## Интраоперативно спашавање крви
Интраоперативно спашавање крви се користи код тзв. чистих операција (операције на срцу, крвним судовима и сл) и захтева употребу посебних апарата (енгл. cell saver). Крв се аспирира из оперативног поља помоћу вакуум система и меша са раствором конзерванса (антикоагуланса), затим се преноси до резервоара где се одвија њена филтрација (одвајање грубих нечистоћа), а одатле одлази у специјално звоно где се применом центрифуге врши раздвајање крви на саставне елементе. Овако добијене ћелије се потом испирају и пакују у специјалне кесе, које се прикључују на вену и враћају у циркулациони систем пацијента. Читав поступак обично траје 15-так минута, што и није пуно ако се узме у обзир да неке операције трају по неколико сати.

## Аутотрансфузија у постоперативном периоду
Аутотрансфузија у постоперативном периоду се користи ако после хируршког захвата дође до крварења. Поступак прикупљања и обраде крви је исти као у претходном случају.

## Примена
У све програме аутотрансфузије могу бити укључене како одрасле особе, тако и труднице и деца старија од 3 године, а у поједине програме могу да буду укључене и бебе.
Аутотрансфузија заузима значајно место у савременој медицини, због низа позитивних учинака. То је метода избора у свим случајевима у којима је она медицински оправдана и могућа, јер осигурава практично апсолутну сигурност од преноса болести крвљу даваоца. Најчешће се примењује у областима: кардиоваскуларне хирургије, торакалне хирургије, ортопедије, трауматологије, гинекологије и др. 
Ипак, постоје одређене категорије болесника код којих узимање и враћање крви из медицинских разлога није дозвољено, због различитих контраиндикација. У овај програм улазе само пацијенти доброг општег стања, задовољавајуће крвне слике и особе без потенцијала за развој инфекције.